# Selopanggung (Ngariboyo)
Selopanggung is een bestuurslaag in het regentschap Magetan van de provincie Oost-Java, Indonesië. Selopanggung telt 1266 inwoners (volkstelling 2010).